# Reima Pietilä
Reima Pietilä (25 de agosto de 1923 – 26 de agosto de 1993) fue un arquitecto finlandés. La mayor parte de su obra la realizó junto a su esposa, arquitecto Raili Pietilä (1926-2021).

## Trayectoria
Reima Pietilä fue profesor de arquitectura en la Universidad de Oulu desde 1973 hasta 1979.
La vida y la carrera de Reima Pietilä fueron bien catalogadas en los escritos de los historiadores de la arquitectura Roger Connah y Malcolm Quantrill (ambos británicos), así como en la obra del teórico noruego Christian Norberg-Schulz.
El análisis fundamental de estos es comprender hasta qué punto Pietilä fue en contra de la base de la arquitectura finesa moderna, relacionada con el racionalismo y la economía.
Sin embargo, la cuestión entera es problemática, ya que el arquitecto finlandés más renombrado, Alvar Aalto, fue también visto como alguien que quebró el molde del modernismo puro, alguien quien de hecho habló sobre cómo extender la noción del racionalismo.
Pietilä interpreta su trabajo como arquitectura orgánica, pero también bastante moderna. Pietilä intelectualizó su posición y fue un buen lector de filosofía. Estaba muy ocupado en el asunto de una "fenomenología del espacio", tipificado por el Centro Dipoli (1961-66) en la Universidad Politécnica de Helsinki. Aquí, además del Centro Dipoli de Raili y Reima Pietilä se encuentran la Capilla Luterana diseñada por Heikki y Kaija Siren y el edificio principal y el pabellón de deportes realizados por Elissa y Alvar Aalto. Es decir que en el proyecto del conjunto, convergen tres excepcionales arquitectas del momento.
Esta preocupación por el lugar también se extiende a sus preocupaciones sobre la identidad nacional, incluso explorando el lenguaje finés para generar una arquitectura relacionada con sus formas. Lo mismo hizo con sus trabajos posteriores en Kuwait y Delhi.
Una gran exhibición del trabajo de Reima y Raili Pietilä fue presentada en el 2008 (desde el 27 de febrero al 25 de mayo) en el Museum of Finnish Architecture en Helsinki, titulado Raili y Reima Pietilä Desafiando la Arquitectura Moderna.
Su única hija Annukka Pietilä (nacida en 1963) es también una arquitecta calificada.

### Galería de imágenes

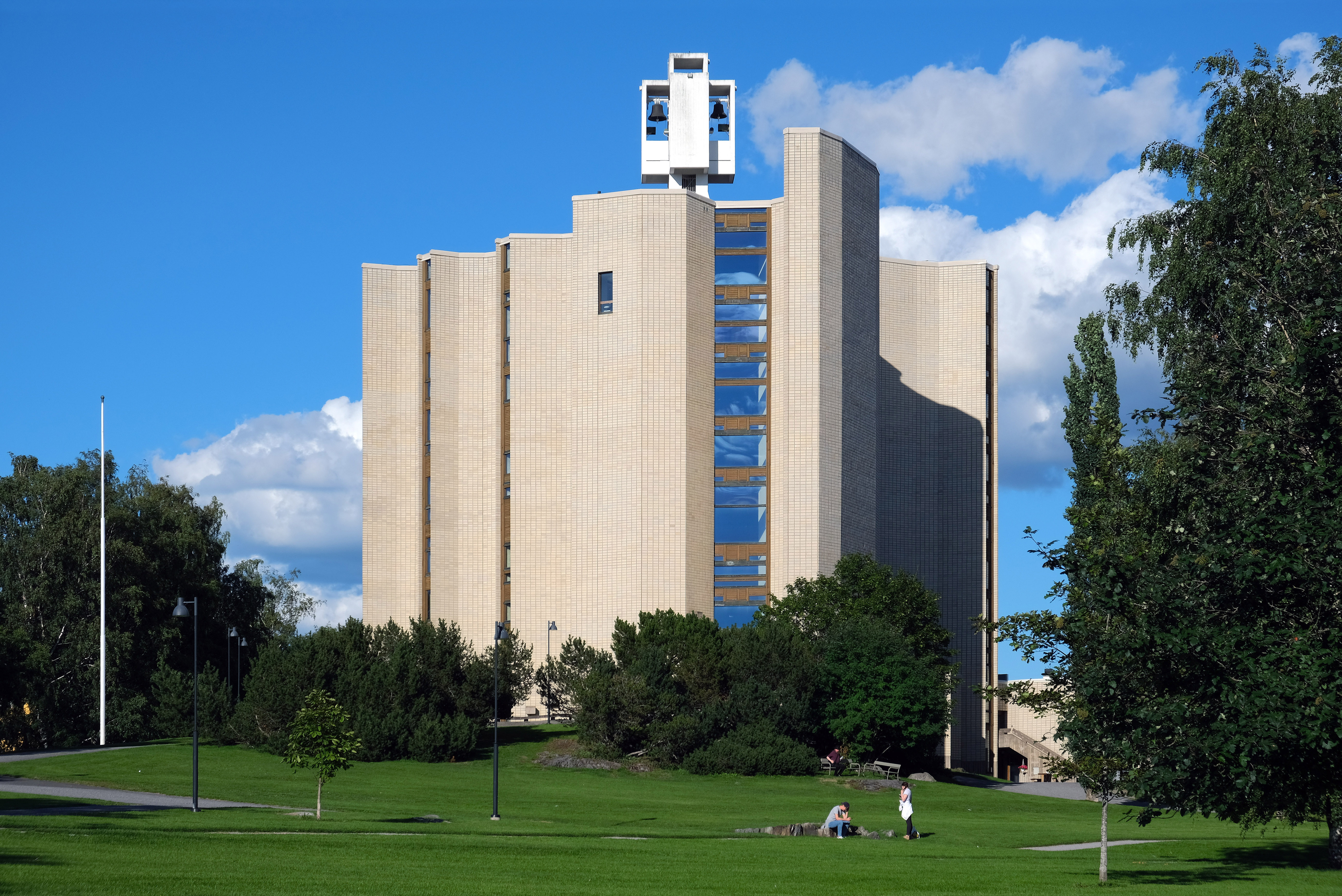
Iglesia Kaleva en Tampere (1966)
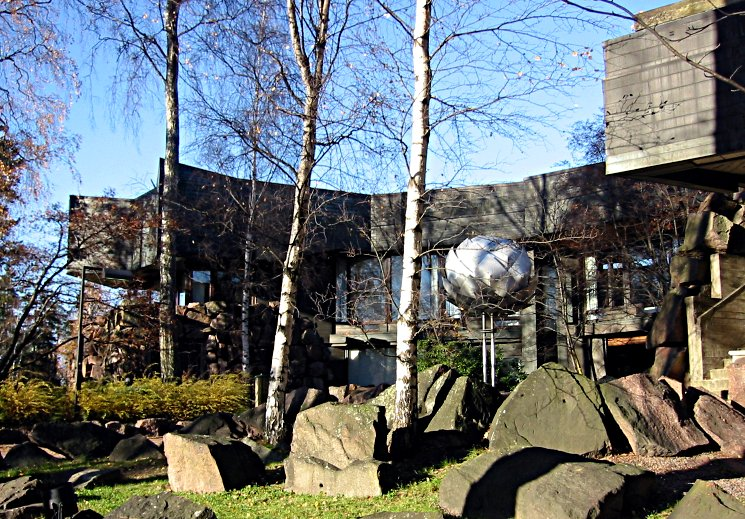
Dipoli en Espoo (1966)
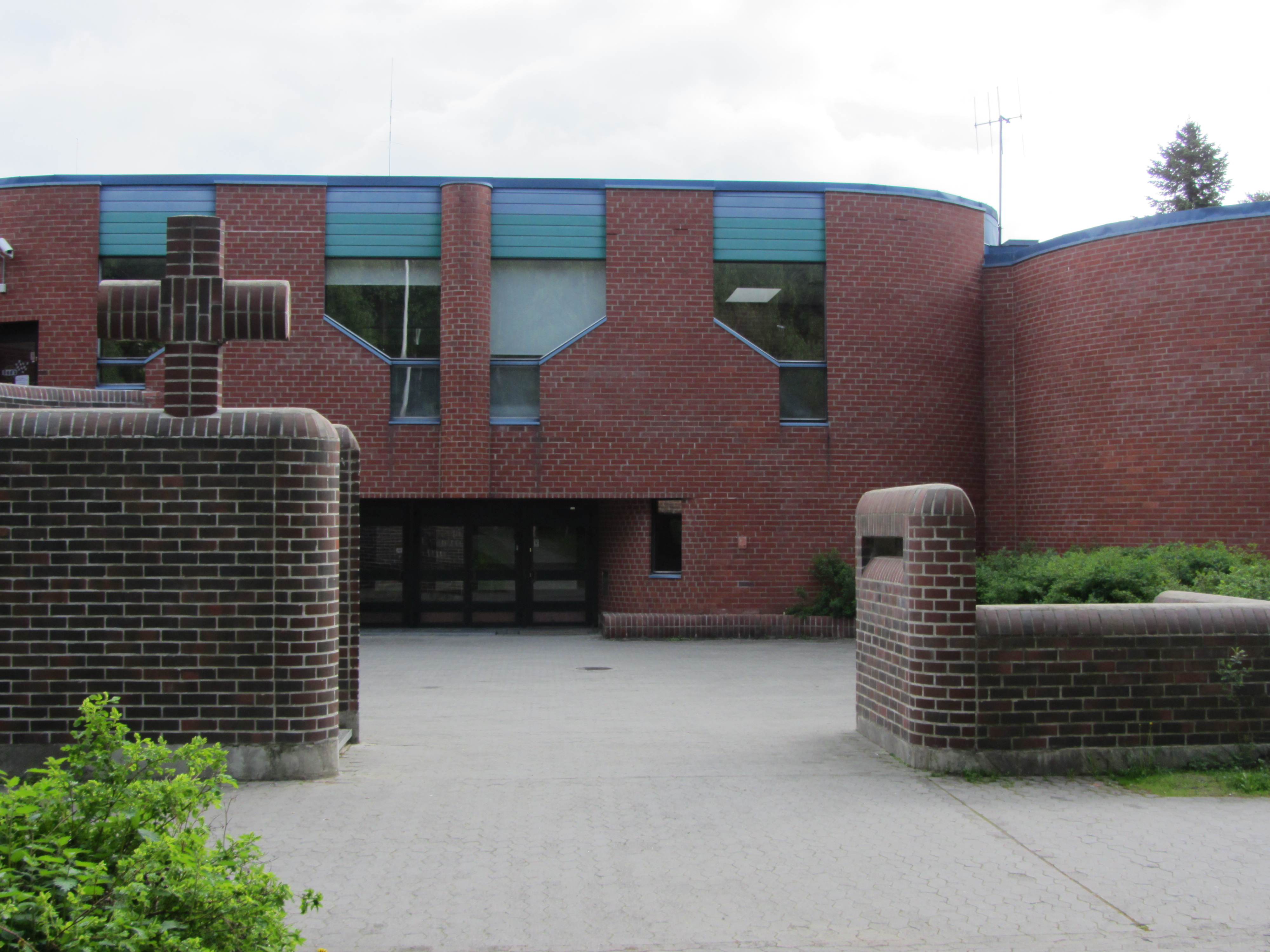
Iglesia Hervanta en Tampere (1979)

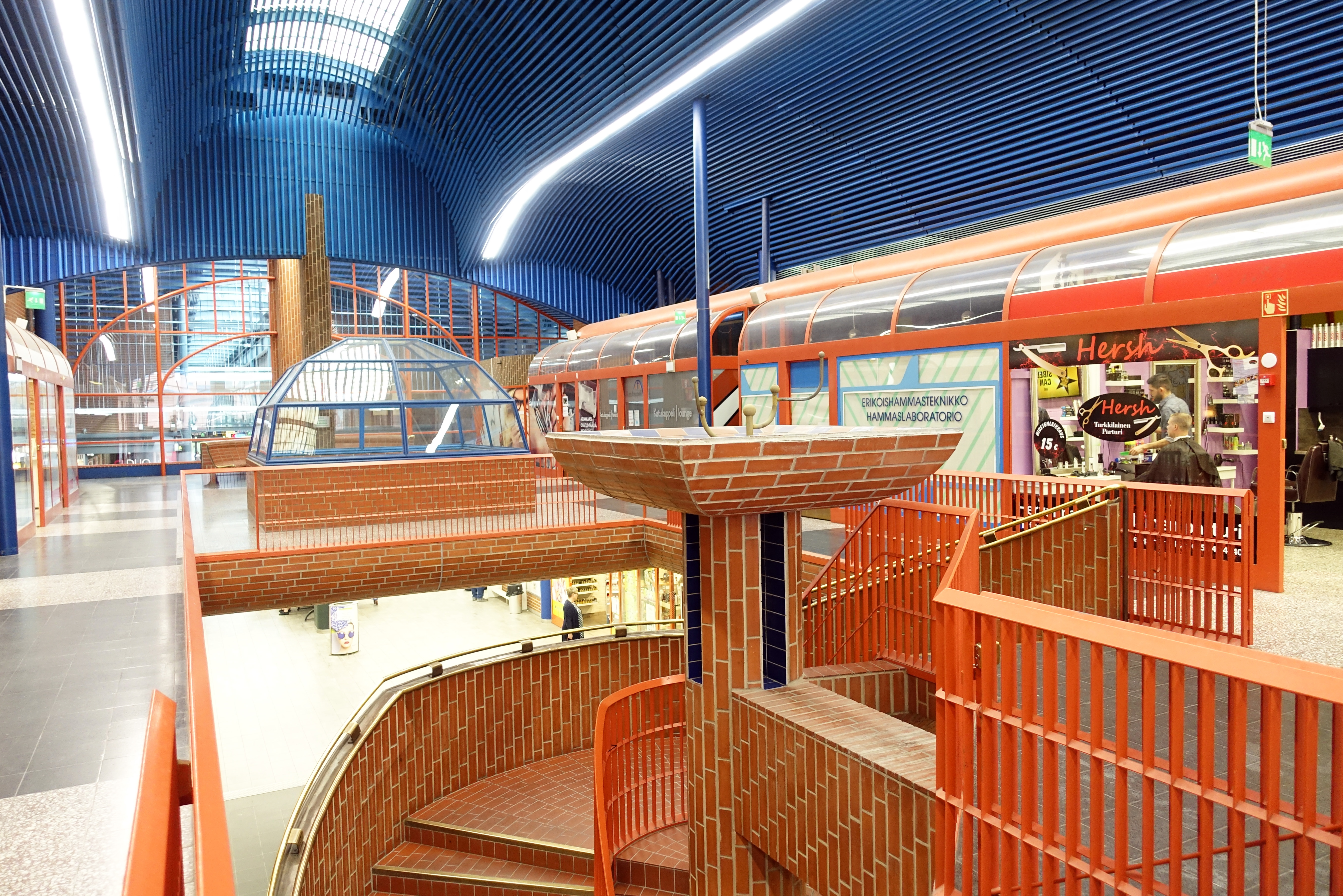
Centro de negocios Hervanta  (1979)
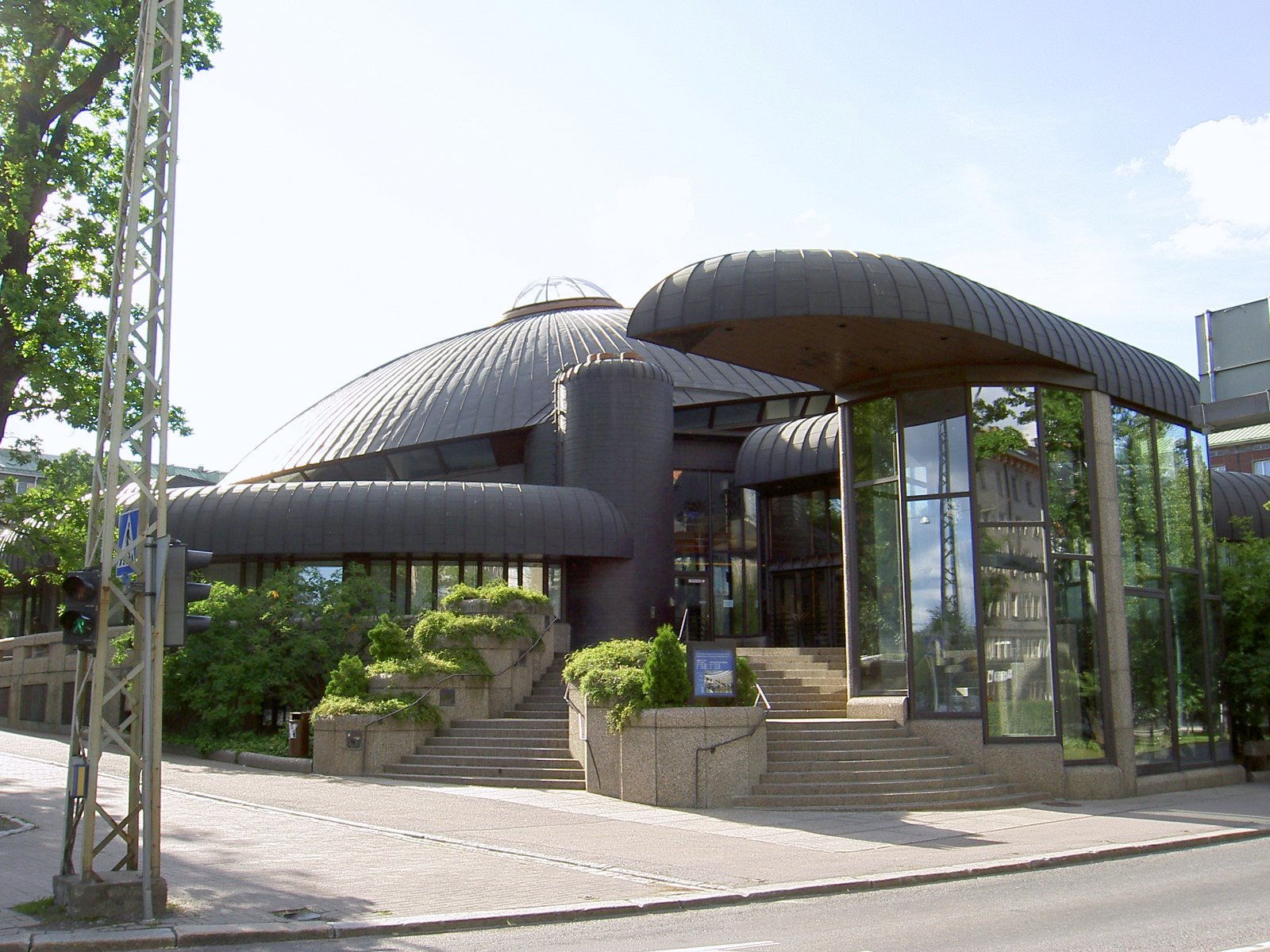
Biblioteca principal de la ciudad de Tampere (1986)
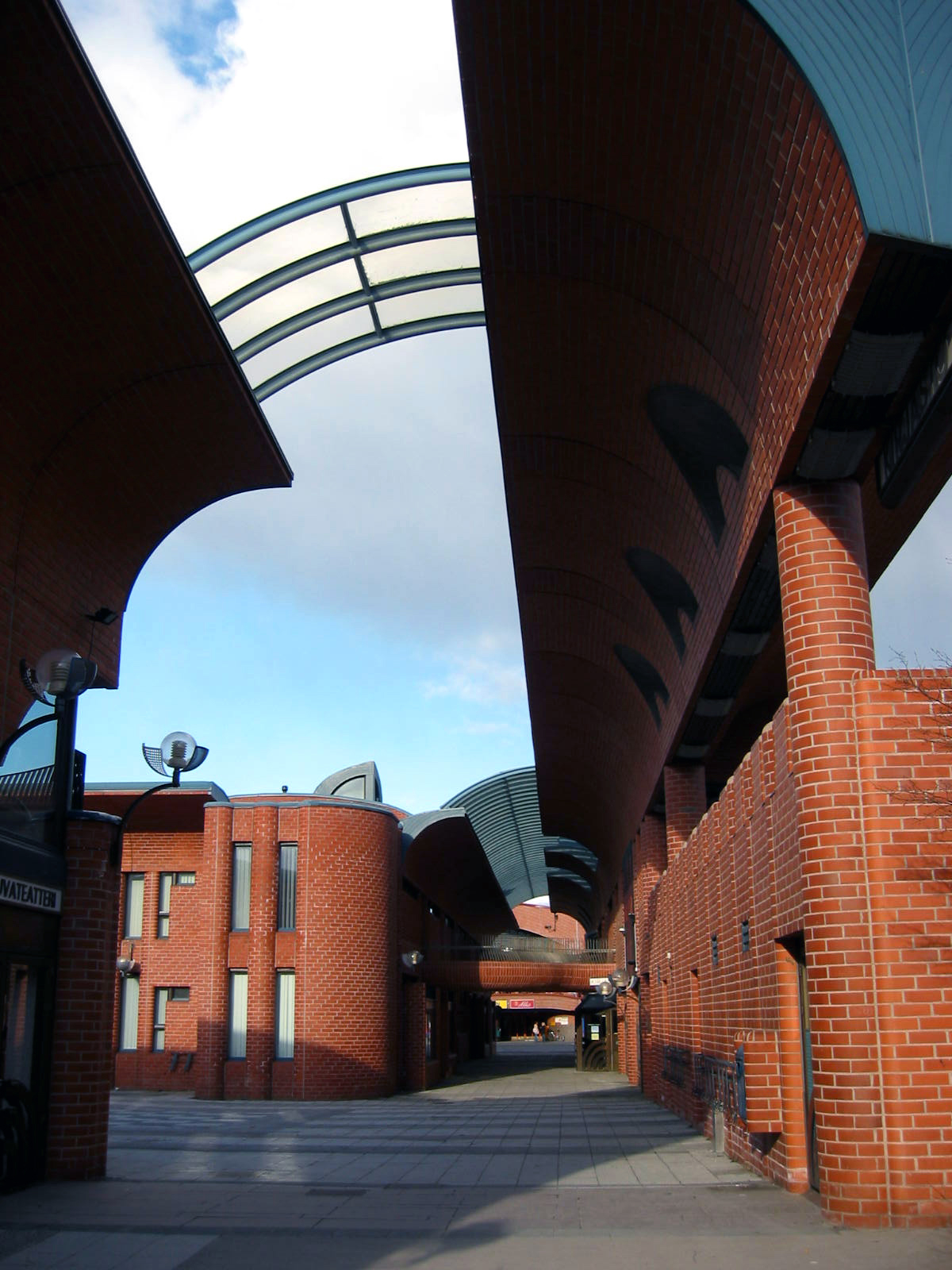
Centro de actividades de Hervanta (1989)
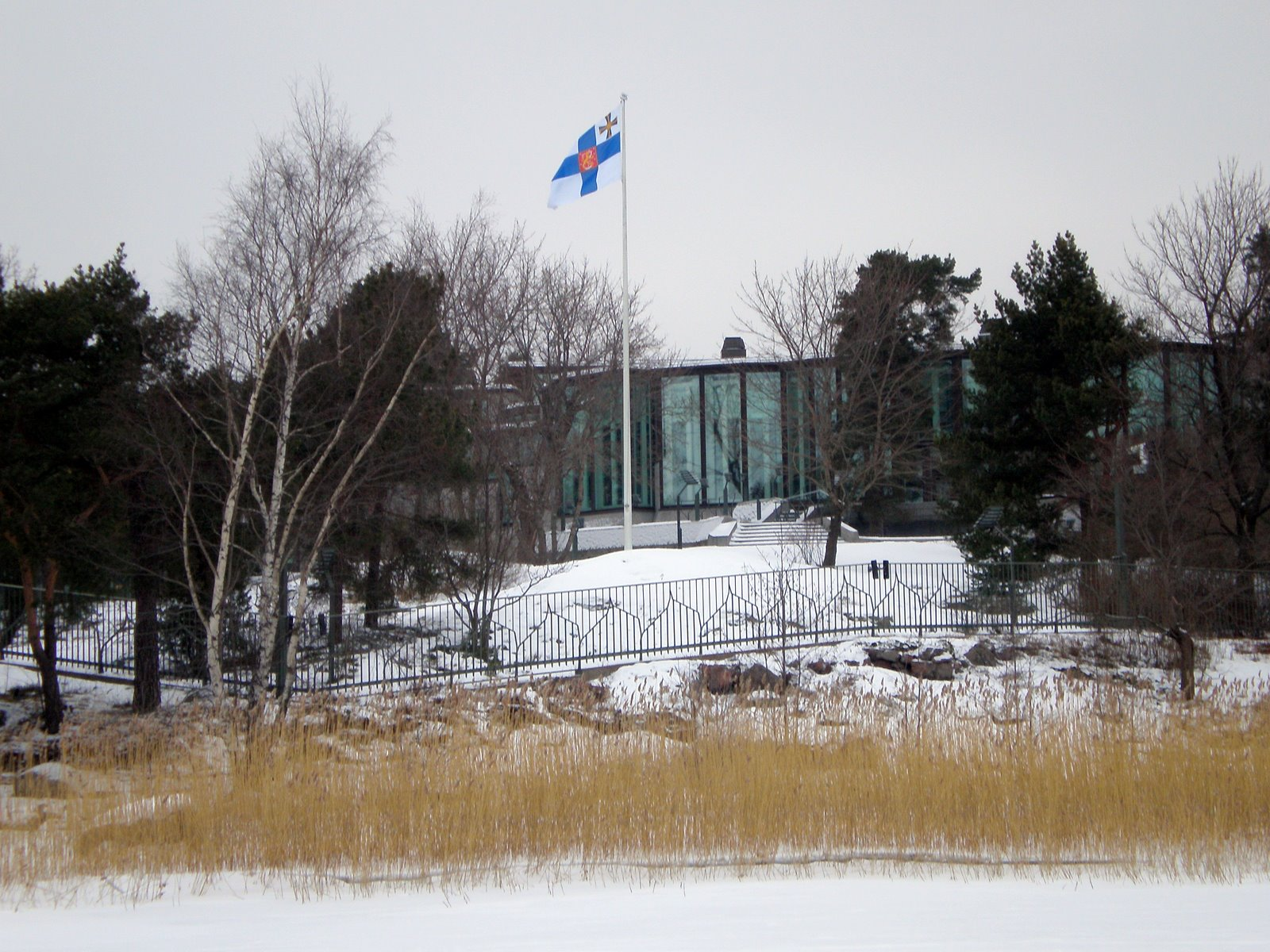
Oficina del Presidente de la República en Helsinki (1993)